# Sophona greenfieldi
Sophona greenfieldi is een vlinder uit de familie wespvlinders (Sesiidae), onderfamilie Tinthiinae.
Sophona greenfieldi is voor het eerst wetenschappelijk beschreven door Eichlin in 1986. De soort komt voor in het Nearctisch gebieden het  Neotropisch gebied.